# فنیل‌پروپانوئیک اسید
فنیل پروپانوئیک اسید یا هیدروسینامیک اسید یک کربوکسیلیک اسید با فرمول شیمیایی C۹H۱۰O۲ متعلق به دسته فنیل پروپانوئیدها است. این ماده جامد سفید و بلوری با رایحه شیرین و مشابه گل در دمای اتاق است. فنیل‌پروپانوئیک اسید کاربردهای متنوعی از جمله در تولید لوازم آرایشی، افزودنی‌های غذایی و سنتز داروها دارد.

## آماده‌سازی و واکنش‌ها
فنیل پروپانوئیک اسید را می‌توان به وسیله هیدروژنه کردن از سینامیک اسید ت با احیا به وسیله آمالگام سدیم در آب و الکترولیز تهیه شد.
واکنش مشخصه فنیل پروپانوئیک اسید، حلقه‌ژایی و تبدیل به ۱-ایندانون است. هنگامی که زنجیره جانبی توسط واکنش آرنت ایسترت همولوگ می‌شود، حلقه‌زایی بعدی مشتقات ۲-تترالون را ایجاد می‌کند.